# Die Rettungsflieger

Logo von 1997 bis 2003

Die Rettungsflieger ist eine zwischen 1997 und 2007 im Auftrag vom ZDF vom Studio Hamburg hergestellte deutsche Fernsehserie, in der fiktive Einsätze eines Rettungshubschraubers dargestellt werden. Die Serie versucht – trotz des Unterhaltungscharakters der Darstellung – die Nähe zur Realität zu wahren.

## Hintergrund

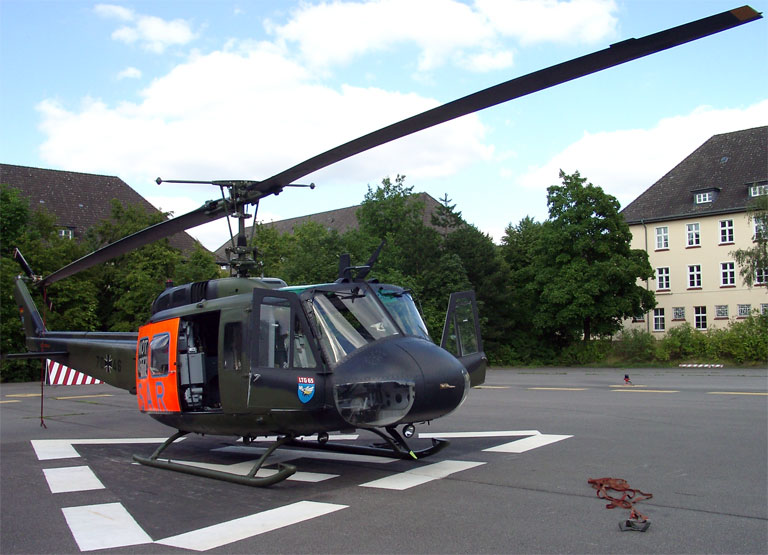
Bell UH-1D auf dem Gelände der ehemaligen Lettow-Vorbeck-Kaserne in Hamburg (Drehort)

Bei dem in der Fernsehserie dargestellten Rettungshubschrauber handelte sich um den SAR Hamburg 71, welcher am Bundeswehrkrankenhaus Hamburg in Hamburg-Wandsbek stationiert war und bis 2006 von der Bundeswehr betrieben wurde. Am 14. März 2002 stürzte der SAR 71 bei einem Einsatz ab. 2006 wurde der Betrieb des SAR 71 von der Bundespolizei übernommen. Seitdem fliegt der Rettungshubschrauber unter dem Rufnamen Christoph 29 mit einem Hubschrauber vom Typ Eurocopter EC135.
Das Bundeswehrkrankenhaus wurde in der Fernsehserie nur selten als Drehkulisse verwendet, als fiktive Standort-Szenerie diente die ehemalige Lettow-Vorbeck-Kaserne in Hamburg-Jenfeld. Häufig genutzte Drehorte der Serie waren der östliche Teil Hamburgs um Jenfeld, Rahlstedt und Billstedt, sowie Stadtteile im Bezirk Mitte. Die Serie zeichnet sich durch Authentizität aus und wurde weitgehend an Originalschauplätzen gedreht.
Die Bundeswehr unterstützte die Dreharbeiten im Rahmen ihrer Öffentlichkeitsarbeit. Die gezeigten Hubschrauber, vom Typ Bell UH-1D, waren mit der Ausnahme weniger Folgen tatsächlich Eigentum der Bundeswehr und wurden von Bundeswehrpersonal geflogen. Einige Behörden und Organisationen mit Sicherheitsaufgaben aus dem Großraum Hamburg unterstützten ebenfalls die Dreharbeiten, indem sie Fahrzeuge und Personal für Fernseh-„Einsätze“ bereitstellten.

### Produktion
Es wurden elf Staffeln mit insgesamt 108 Episoden und ein Pilotfilm produziert und gesendet. Nach der 11. Staffel mit einem Happy End wurde vom ZDF entschieden, die Serie nicht fortzusetzen. Seitdem werden regelmäßig einzelne oder mehrere Staffeln im Nachmittagsprogramm des ZDF (bis 2013) und ZDFneo wiederholt und erzielen dabei teilweise deutlich bessere Quoten als neu produzierte Fernsehserien des ZDF, an deren Stelle sie gesendet werden.

## Hauptrollen
Der eigentliche Star der Serie ist der Bundeswehrhubschrauber SAR 71 (Bell UH-1D), der vom Team liebevoll „Anneliese“ genannt wird.

### Dr. Maren Maibach
Stabsarzt Dr. Maren Maibach wird von Gerit Kling verkörpert und gehört zur Startbesatzung der Serie. Die etwas labile, aber doch verantwortungsbewusste Mitte 30-Jährige ist Notärztin mit Leib und Seele. Sie ist die Älteste ihrer Geschwister, für die sie viel Verantwortung übernahm, da ihre als Schneiderin tätige Mutter viel arbeiten musste. In der dritten Staffel führt sie eine kurze Beziehung zum Teehändler Anton Wollcke, dem älteren Bruder des Bordmechanikers Jan Wollcke. Sie verbindet eine enge Freundschaft zum Piloten Alexander Karuhn, welche letztendlich zu einer Beziehung führt. Allerdings verlässt sie das Team, nachdem ihre Schwester bei einem Autounfall tödlich verunglückt, um nach Berlin zu ziehen und sich um die Kinder ihrer Schwester zu kümmern. Dies bedeutet auch das Ende ihrer Beziehung mit Alexander Karuhn.

### Alexander Karuhn
Hauptmann – später Major – Alexander Karuhn, genannt „Alex“ und dargestellt von Matthias Leja, ist der erste Pilot und Chef der Crew von Anneliese. Der sehr sportliche Pilot geht joggen, fährt Fahrrad und achtet stets auf seine Gesundheit. In der sechsten Episode der vierten Staffel nimmt er am Hamburg-Marathon teil. Zudem ist er ein sehr ruhiger, ausgeglichener und friedfertiger Mensch, der aber auch in hitzigen Situationen lauter und ungehalten wird. Im Pilotfilm erliegt sein Vater, zu dem er ein schwieriges Verhältnis hatte, dem Lungenkrebs.
Ihn verbindet eine tiefe Freundschaft mit Dr. Maren Maibach, aus der nach langem Hin und Her endlich mehr wird. Nach der Trennung von Maren und einer Beförderung zum Major heiratet er die Marketingmanagerin Astrid und zieht danach in die Vereinigten Staaten, da er ein Angebot als Ausbilder für die Bell UH-1D erhalten hat. Alexander Karuhn hat einen Sohn, den er erst kennenlernt, als dieser bereits vierzehn Jahre alt ist.
Während er die Crew in Staffel 8 besucht, erleidet Jan Wollcke einen Kreislaufzusammenbruch und muss zur Untersuchung ins Bundeswehrkrankenhaus. Daher springt Karuhn an diesem Tag als Bordtechniker ein.

### Max Westphal
Hauptfeldwebel Max Westphal, gespielt von Frank Stieren, ist der erste Bordmechaniker am Hubschrauber und im Team sehr beliebt. Er ist bekannt für seine Frauengeschichten, doch als sein Glück mit einer Kurierfahrerin, die von ihm schwanger ist, perfekt scheint, wird er bei einem Einsatz schwer verletzt, als er ein kleines Kind rettet. Nach einer LWS-Fraktur muss er operiert werden und begibt sich in der Folge in die Reha. Im weiteren Verlauf der Serie tritt er nicht mehr auf.

### Thomas Asmus
Der begeisterte Familienmensch Oberbootsmann Thomas Asmus, genannt Tommy, wird von Ulrich Bähnk verkörpert und gilt als besonders erfahrener und nervenstarker Rettungsassistent. Er gehört zusammen mit Maren Maibach zum ersten medizinischem Team des SAR 71; verlässt das Team allerdings später mit seiner Familie in Richtung Ulm zu seiner kranken Schwiegermutter. Nachdem diese verstorben ist, wird er bei einem Besuch in Hamburg von seinem Nachfolger Torsten Biedenstedt, gebeten, den Job in Hamburg wieder zu übernehmen, damit dieser zu einem Katastropheneinsatz nach Afrika versetzt werden kann. Er verlässt das Team später wieder, weil er Leiter einer Behinderteneinrichtung wird, da er mit einer Beförderung zum Hauptbootsmann den SAR 71 verlassen und einen Büroposten übernehmen müsste. In späteren Episoden tritt er nicht mehr auf.

### Timo Homann
Gefreiter – später Obergefreiter – Timo Homann (Pierre René Müller) ist seit der ersten Staffel bei den Rettungsfliegern als Disponent im Einsatzraum und ist die gute Seele der Kompanie. Er merkt sofort, wenn es jemandem im Team nicht gut geht, und findet meistens tröstende Worte. Doch Geheimnisse sind bei Homann am falschen Platz, wenn man nicht will, dass alle Bescheid wissen. Insgeheim wird er von seinen Kollegen auch „das Gerücht“ genannt. Durch seine Taten löst er allerdings des Öfteren mittlere Katastrophen aus.
Nach seiner Beförderung zum Obergefreiten lernt er die Krankenschwester Cora kennen und heiratet sie. Die beiden bekommen in der Folge einen Sohn namens Max.

### Jan Wollcke
Hauptfeldwebel – später Stabsfeldwebel – Jan Wollcke, genannt „Wollcke“, wird von Oliver Hörner dargestellt und ist der Sonnyboy im Team. Er ist als Bordtechniker der Nachfolger von Max Westphal und kennt Anneliese besser als alle anderen. Technik ist sein großes Hobby, so hat er mit seinem Job als Unteroffizier bei der Bundeswehr und Bordtechniker beim SAR 71 sein berufliches Traumziel erreicht.
Auch privat läuft es für ihn nach Plan: Mit seinem Sohn Richie aus seiner ersten Ehe mit Iris, die in Staffel 9 bei einem Unfall ums Leben kam, und seiner neuen Frau Madeleine Descartes bildet er eine temperamentvolle Patchwork-Familie. In der 11. Staffel kaufen sich die beiden nach Jan Wollckes Beförderung in Staffel 9 zum Stabsfeldwebel ein Haus.
Mit Jens Blank verbindet ihn eine tiefe Freundschaft, die aber oft auf die Probe gestellt wird.

### Dr. Ilona Müller
Zunächst übernimmt die Notärztin Stabsarzt Dr. Ilona Müller (Julia Heinemann) die Urlaubsvertretung für Dr. Maren Maibach und hat anfangs Probleme im Team. Da sie die Tochter des Generals ist, wird sie skeptisch aufgenommen. Beim ersten Einsatz gerät sie mit Thomas Asmus aneinander und macht ihm klar, dass sie als Notärztin seine Dienstvorgesetzte ist. Langsam integriert sie sich im Team und teilt ihre Leidenschaft Schach mit Alexander Karuhn. Nach dem Ende der Urlaubsvertretung wechselt sie nach Koblenz, kehrt aber nach dem Abschied von Maren Maibach zurück ins Team. Sie führt eine kurze Liebschaft mit dem verheirateten Manager Ben. Bei einem Einsatz wird sie dann schwer von der herabstürzenden Tragfläche eines Kleinflugzeuges verletzt und in der Folge von Dr. Sabine Petersen ersetzt. Es wird erwähnt, dass sie nach dem Ende der Reha vielleicht wieder als Notärztin fliegen könnte. Sie tritt in späteren Episoden jedoch nicht mehr auf.

### Torsten Biedenstedt
Feldwebel Torsten Biedenstedt, von Tom Wlaschiha dargestellt, wird der Nachfolger von Thomas Asmus als Rettungsassistent des Teams, nachdem Asmus das Team Richtung Ulm verlassen hat. Er ist der Sohn von Chefarzt Prof. Biedenstedt aus dem UKE, der Torsten und seine Mutter allerdings schon vor vielen Jahren verlassen hat. Um nicht wie sein Vater zu werden, verzichtete er auf ein Medizinstudium und entschied sich für eine Karriere als Rettungsassistent. Er verlässt das Team einige Zeit später, um bei einem Katastropheneinsatz in Afrika tätig zu sein. Nach diesem Einsatz kehrt er als Urlaubsvertretung von Paul Reinders zurück und beschließt am Ende seiner Vertretungszeit, unter anderem auch auf Drängen der anderen im Team, nun doch Medizin zu studieren. Im weiteren Verlauf der Serie tritt er nicht wieder auf.

### Jens Blank
Zunächst springt Hauptmann Jens Blank, verkörpert von Nicolas König, als Urlaubsvertretung von Pilot Alexander Karuhn ein. Bereits in dieser Zeit eckt er im Team wiederholt an, ein Flirt mit Stabsarzt Ilona Müller endet im Streit. Nach dem Abschied von Karuhn kehrt Blank als dessen Nachfolger dauerhaft zurück in das Team der Rettungsflieger. Abermals ist er sehr verschlossen und eher trocken, nur langsam lernt er seine Kollegen besser kennen. Sabine Petersen entdeckt, dass sich unter seiner rauen Schale ein weicher Kern verbirgt, auch wenn er seine Gefühle nur schwer zeigen kann. Mit ihr verbindet ihn eine besondere Freundschaft.
Blank war verheiratet, seine Ehe endete nach einem Seitensprung seiner Frau. In der Folge kümmerte er sich um das an Spina bifida erkrankte Kind der Ex-Frau seines besten Freundes. Er bleibt Single, bis er sich schließlich in die Journalistin Juliane Dammeier verliebt. Die beiden trennen sich nach seiner Beförderung zum Major wieder, da sie der Zustand, dass Jens Blank immer noch im Rettungszentrum wohnt und nicht bereit ist seine Arbeitszeit zu reduzieren, nicht akzeptieren kann. Zudem ist sie eifersüchtig auf Sabine Petersen, da sie die beiden schon des Öfteren während einer Umarmung überrascht hat. Am Ende gesteht Jens ihr sogar, dass er sie überhaupt nicht liebt. Dafür werden seine Gefühle für die beste Freundin und Notärztin des Teams von Tag zu Tag stärker, auch wenn er sich das zuerst nicht eingestehen will. Lange drückt er sich davor, seine Gefühle zu gestehen. In der finale Episode „Schöne Aussichten“ sagt er ihr sogar zunächst, dass sie besser nur Freunde bleiben sollten, da er Angst vor dienstlichen Konsequenzen habe. Er merkt allerdings schnell, dass dieses die falsche Entscheidung ist. Die Serie endet mit einem Kuss der beiden.

### Dr. Sabine Petersen
Oberstabsarzt Dr. Sabine Petersen (Marlene Marlow) ist mit Leib und Seele Notärztin. Als sie zum Team stößt, ist sie bereits seit sechs Jahren bei der Bundeswehr. Für ihr Medizinstudium gab sie ihre Karriere als Sängerin auf. Die Entscheidung, Notärztin werden zu wollen, traf sie nach einer tödlichen Motorradspritztour mit ihrer beste Freundin Maria, um nie wieder in einer solchen Situation hilflos zu sein.
Sabine Petersen ist ein absoluter Familienmensch. Doch ihren Vater, der sie, ihre Mutter und ihre Brüder verlassen hat, lernt sie erst kurz vor dessen Tod kennen. Mit ihren Brüdern versteht sie sich nicht so gut, denn der eine ist kleinkriminell und der andere ein absoluter Besserwisser.
Bei einem Einsatz lernt Sabine die 14-jährige Sybille „Bille“ Liebermann kennen, die ihre Eltern im Verlauf dieses Einsatzes verliert. Sabine kann das Vertrauen des verstörten Mädchens gewinnen und nimmt es bei sich auf. In Staffel 11 zieht Bille erneut zu ihrem Onkel, da Sabine nicht mehr genug Zeit für sie hat.
Sie trennt sich von ihrem langjährigen Freund Karsten, nachdem sie dieser betrogen hat und später handgreiflich geworden ist, und bleibt längere Zeit Single. Auch ihre Beziehungen mit Oberfeldarzt Dr. Stefan Riekhoff und mit dem Kommodore Oberst Ralph Brandt verlaufen ernüchternd. Mit Jens Blank, der anfangs nur ihr bester Freund war, versteht sie sich immer besser. Zwischen den beiden knistert es gewaltig, doch keiner von beiden gesteht dem anderen, dass er ihn liebt. Zudem duldet Oberst Brandt keine Paare auf derselben Maschine. Am Ende der Episode „Schöne Aussichten“ fasst Jens den Entschluss, Sabine nun doch zu sagen, wie sehr er sie liebt. Die beiden küssen sich.

### Paul Reinders
Oberfeldwebel Paul Reinders, der von Rainer Sellien verkörpert wird, übernimmt den Job des Rettungsassistenten als Nachfolger von Thomas Asmus. Der zunächst schüchterne Vater von Zwillingen wird mit gewissen Vorurteilen bei der Crew des SAR 71 aufgenommen, integriert sich aber sehr schnell. Die schöne Atmosphäre hält allerdings nicht lange an. Reinders hat in der 8. Staffel einen Verkehrsunfall, lässt sich allerdings zunächst nicht ins Krankenhaus fahren, da er auf dem Weg zum Dienst im SAR 71 ist, in dem er kurze Zeit später auf dem Rückweg von einem Einsatz zusammenbricht. Schnell wird klar, dass er vom Verkehrsunfall ein Schleudertrauma und eine Dens-Fraktur davongetragen hat. Während der darauf folgenden Operation an der Halswirbelsäule verstirbt Paul Reinders.

### Johannes von Storkow
Oberfeldwebel Johannes von Storkow, genannt „Johnny“, ist Nachfolger von Paul Reinders im Team und wird von Patrick Wolff verkörpert. Seine unbekümmerte, spontane Art ist allen sofort sympathisch, weshalb er auch schnell Freunde im Team findet. Seine Zeit als Rettungsassistent im Kriegseinsatz, bei dem er verwundet wurde, hat bei ihm ein Trauma hinterlassen. Er weigert sich zunächst, sich seinem Trauma zu stellen und verliert während eines Einsatzes bei einer Geiselnahme in einer Bank die Nerven. Nach einem heftigen Konflikt mit Sabine Petersen entschließt er sich zu einer Therapie.
Zu seinem Vater hat er ein gespaltenes Verhältnis. Er hatte ihm ursprünglich versprochen, nach dem Ende seiner Bundeswehrdienstzeit das familieneigene Hotel zu übernehmen. Schlussendlich kommen jedoch beide zu der Erkenntnis, diesen Plan nicht weiter zu verfolgen. Johnny, weil er bei der Bundeswehr verlängern möchte; sein Vater, weil er bereits Verkaufspläne hat.
Nach einigen Affären kommt er mit Tatjana Jovic zusammen. Deren Ex-Mann Ivo reagiert jedoch extrem eifersüchtig und versucht in der Episode „Trennung“, Tatjana und sich selbst umzubringen. Dieser Versuch scheitert, wobei Ivo jedoch schwer verletzt wird.

## Besetzung

### Hauptdarsteller
| Schauspieler    | Rollenname                    | Beruf             | Dienstgrad     | Episoden         | Staffeln   | Zeitraum        |
| --------------- | ----------------------------- | ----------------- | -------------- | ---------------- | ---------- | --------------- |
| Matthias Leja   | Alexander Karuhn              | Pilot             | Hauptmann      | Pilotfilm        | Pilotfilm  | 1997–2004       |
| Matthias Leja   | Alexander Karuhn              | Pilot             | Hauptmann      | 1–39             | 1–8        | 1997–2004       |
| Matthias Leja   | Alexander Karuhn              | Pilot             | Major          | 39–57, 73        | 1–8        | 1997–2004       |
| Frank Stieren   | Max Westphal                  | Bordtechniker     | Hauptfeldwebel | Pilotfilm        | Pilotfilm  | 1997–1999       |
| Frank Stieren   | Max Westphal                  | Bordtechniker     | Hauptfeldwebel | 1–9              | 1–2        | 1997–1999       |
| Gerit Kling     | Dr. Maren Maibach             | Notärztin         | Stabsarzt      | Pilotfilm        | Pilotfilm  | 1997–2001       |
| Gerit Kling     | Dr. Maren Maibach             | Notärztin         | Stabsarzt      | 1–20, 24–33      | 1–5        | 1997–2001       |
| Ulrich Bähnk    | Thomas Asmus                  | Rettungsassistent | Oberbootsmann  | Pilotfilm        | Pilotfilm  | 1997–2003       |
| Ulrich Bähnk    | Thomas Asmus                  | Rettungsassistent | Oberbootsmann  | 1–3, 5–25, 36–53 | 1–7        | 1997–2003       |
| Nicolas König   | Gerald Schröder               | Pilot             | Oberstleutnant | 4                | 1          | 1998            |
| René Steinke    | Leo Sidowski                  | Rettungsassistent | Oberbootsmann  | 4–5              | 1          | 1998            |
| Oliver Hörner   | Jan Wollcke                   | Bordtechniker     | Hauptfeldwebel | 9–89             | 2–10 10–11 | 1999–2007       |
| Oliver Hörner   | Jan Wollcke                   | Bordtechniker     | Stabsfeldwebel | 89–108           | 2–10 10–11 | 1999–2007       |
| Julia Heinemann | Dr. Ilona Müller              | Notärztin         | Stabsarzt      | 21–23, 33–42     | 4–6        | 2000–2002       |
| Tom Wlaschiha   | Torsten Biedenstedt           | Rettungsassistent | Feldwebel      | 26–37, 62–63     | 4–5, 8     | 2000–2001, 2004 |
| Volker Metzger  | Michael Gröber                | Rettungsassistent | Bootsmann      | 39               | 5          | 2001            |
| Nicolas König   | Jens Blank                    | Pilot             | Hauptmann      | 40–42, 56–96     | 6–11       | 2002–2007       |
| Nicolas König   | Jens Blank                    | Pilot             | Major          | 96–108           | 6–11       | 2002–2007       |
| Marlene Marlow  | Dr. Sabine Petersen           | Notärztin         | Oberstabsarzt  | 43–108           | 6–11       | 2002–2007       |
| Rainer Sellien  | Paul Reinders †               | Rettungsassistent | Oberfeldwebel  | 54–61, 63–71     | 7–8        | 2003–2004       |
| Patrick Wolff   | Johannes „Johnny“ von Storkow | Rettungsassistent | Oberfeldwebel  | 72–108           | 8–11       | 2004–2007       |
| Bernhard Piesk  | Heiko Gölden                  | Rettungsassistent | Oberfeldwebel  | 80               | 9          | 2005            |

#### Rolleneinteilung der Hubschrauberbesatzung nach Staffeln
| Notarzt                   |                                                            |                                                            |                                                            |                                                            |                                                            |                                                            |                                                            |                                                            |                                                            |                                                            |                                                            |                                                            |                                                            |                                                            |
| Dr. Maren Maibach         |                                                            |                                                            |                                                            |                                                            |                                                            |                                                            |                                                            |                                                            |                                                            |                                                            |                                                            |                                                            |                                                            |                                                            |
| Dr. Ilona Müller          |                                                            |                                                            |                                                            |                                                            |                                                            |                                                            |                                                            |                                                            |                                                            |                                                            |                                                            |                                                            |                                                            |                                                            |
| Dr. Sabine Petersen       |                                                            |                                                            |                                                            |                                                            |                                                            |                                                            |                                                            |                                                            |                                                            |                                                            |                                                            |                                                            |                                                            |                                                            |
| Dr. Norbert Kettwig       |                                                            |                                                            |                                                            |                                                            |                                                            |                                                            |                                                            |                                                            |                                                            |                                                            |                                                            |                                                            |                                                            |                                                            |
| Pilot                     |                                                            |                                                            |                                                            |                                                            |                                                            |                                                            |                                                            |                                                            |                                                            |                                                            |                                                            |                                                            |                                                            |                                                            |
| Alexander Karuhn          |                                                            |                                                            |                                                            |                                                            |                                                            |                                                            |                                                            |                                                            |                                                            |                                                            |                                                            |                                                            |                                                            |                                                            |
| Gerald Schröder           |                                                            |                                                            |                                                            |                                                            |                                                            |                                                            |                                                            |                                                            |                                                            |                                                            |                                                            |                                                            |                                                            |                                                            |
| Jens Blank                |                                                            |                                                            |                                                            |                                                            |                                                            |                                                            |                                                            |                                                            |                                                            |                                                            |                                                            |                                                            |                                                            |                                                            |
| Ralph Brandt              |                                                            |                                                            |                                                            |                                                            |                                                            |                                                            |                                                            |                                                            |                                                            |                                                            |                                                            |                                                            |                                                            |                                                            |
| Bordtechniker             |                                                            |                                                            |                                                            |                                                            |                                                            |                                                            |                                                            |                                                            |                                                            |                                                            |                                                            |                                                            |                                                            |                                                            |
| Max Westphal              |                                                            |                                                            |                                                            |                                                            |                                                            |                                                            |                                                            |                                                            |                                                            |                                                            |                                                            |                                                            |                                                            |                                                            |
| Jan Wollcke               |                                                            |                                                            |                                                            |                                                            |                                                            |                                                            |                                                            |                                                            |                                                            |                                                            |                                                            |                                                            |                                                            |                                                            |
| Alexander Karuhn          |                                                            |                                                            |                                                            |                                                            |                                                            |                                                            |                                                            |                                                            |                                                            |                                                            |                                                            |                                                            |                                                            |                                                            |
| Rettungsassistent         |                                                            |                                                            |                                                            |                                                            |                                                            |                                                            |                                                            |                                                            |                                                            |                                                            |                                                            |                                                            |                                                            |                                                            |
| Thomas Asmus              |                                                            |                                                            |                                                            |                                                            |                                                            |                                                            |                                                            |                                                            |                                                            |                                                            |                                                            |                                                            |                                                            |                                                            |
| Leo Sidowski              |                                                            |                                                            |                                                            |                                                            |                                                            |                                                            |                                                            |                                                            |                                                            |                                                            |                                                            |                                                            |                                                            |                                                            |
| Torsten Biedenstedt       |                                                            |                                                            |                                                            |                                                            |                                                            |                                                            |                                                            |                                                            |                                                            |                                                            |                                                            |                                                            |                                                            |                                                            |
| Michael Gröber            |                                                            |                                                            |                                                            |                                                            |                                                            |                                                            |                                                            |                                                            |                                                            |                                                            |                                                            |                                                            |                                                            |                                                            |
| Paul Reinders             |                                                            |                                                            |                                                            |                                                            |                                                            |                                                            |                                                            |                                                            |                                                            |                                                            |                                                            |                                                            |                                                            |                                                            |
| Johannes von Storkow      |                                                            |                                                            |                                                            |                                                            |                                                            |                                                            |                                                            |                                                            |                                                            |                                                            |                                                            |                                                            |                                                            |                                                            |
| Heiko Gölden              |                                                            |                                                            |                                                            |                                                            |                                                            |                                                            |                                                            |                                                            |                                                            |                                                            |                                                            |                                                            |                                                            |                                                            |
| Legende                   |                                                            |                                                            |                                                            |                                                            |                                                            |                                                            |                                                            |                                                            |                                                            |                                                            |                                                            |                                                            |                                                            |                                                            |
| Farbbedeutung: Hauptrolle | Farbbedeutung: Episodenrolle (keine Erwähnung im Vorspann) | Farbbedeutung: Episodenrolle (keine Erwähnung im Vorspann) | Farbbedeutung: Episodenrolle (keine Erwähnung im Vorspann) | Farbbedeutung: Episodenrolle (keine Erwähnung im Vorspann) | Farbbedeutung: Episodenrolle (keine Erwähnung im Vorspann) | Farbbedeutung: Episodenrolle (keine Erwähnung im Vorspann) | Farbbedeutung: Episodenrolle (keine Erwähnung im Vorspann) | Farbbedeutung: Episodenrolle (keine Erwähnung im Vorspann) | Farbbedeutung: Episodenrolle (keine Erwähnung im Vorspann) | Farbbedeutung: Episodenrolle (keine Erwähnung im Vorspann) | Farbbedeutung: Episodenrolle (keine Erwähnung im Vorspann) | Farbbedeutung: Episodenrolle (keine Erwähnung im Vorspann) | Farbbedeutung: Episodenrolle (keine Erwähnung im Vorspann) | Farbbedeutung: Episodenrolle (keine Erwähnung im Vorspann) |

Anmerkungen
- Leo Sidowski war die Urlaubsvertretung für Thomas Asmus (Staffel 1, Episoden 4–5).
- Gerald Schröder vertrat Alexander Karuhn, als dieser aufgrund schlechter Blutwerte ins Krankenhaus musste. (Staffel 1, Episode 4).
- Michael Gröber sprang bei einem Einsatz für Thomas Asmus ein, als dieser zum Zahnarzt musste (Staffel 5, Episode 39).
- Jens Blank ist die Urlaubsvertretung für Alexander Karuhn (Staffel 6, Episoden 40–42).
- Torsten Biedenstedt kehrt zum Team der Rettungsflieger zurück und übernimmt die Urlaubsvertretung von Paul Reinders (Staffel 8, Episode 62–63).
- Alexander Karuhn übernahm kurzzeitig Jan Wollckes Position als Bordtechniker, nachdem dieser einen Schwächeanfall erlitten hatte (Staffel 8, Episode 73).
- Dr. Norbert Kettwig vertrat Dr. Sabine Petersen nach einer Knochenmarkspende für ihren im Sterben liegenden Vater (Staffel 8, Episode 75).
- Heiko Gölden war mit seinem Team vom Christoph 23 (Bundeswehrzentralkrankenhaus Koblenz) zu Besuch im Rettungszentrum und sprang als Rettungsassistent ein, als Jonny in einen Unfall verwickelt worden war (Staffel 9, Episode 80).
- Ralph Brandt sprang für Jens Blank ein, nachdem dieser bei einem Einsatz am Auge verletzt worden war (Staffel 10, Episode 87).

### Nebenrollen
| Schauspieler               | Rollenname                     | Dienstgrad              | Verwendung/Beruf | Rollenbeschreibung |
| -------------------------- | ------------------------------ | ----------------------- | --- | --- |
| Christian Tasche           | Dr. Norbert Kettwig            | Oberstarzt              | Leiter des Bundeswehrkrankenhauses Hamburg | verheiratet hat einen Zwillingsbruder                                                                                          |
| Norbert Ghafouri           | Dr. Stefan Rieckhoff           | Oberfeldarzt            | Arzt am Bundeswehrkrankenhaus Hamburg | kurzzeitiger Freund von Dr. Sabine Petersen                                                                                    |
| Carla Becker               | Dr. Heinrich                   | Oberstabsarzt           | Ärztin am Bundeswehrkrankenhaus Hamburg | |
| Dorothea Kaiser            | Dr. Eva-Maria Pohlitz          | Oberstabsarzt (Marine)  | Ärztin am Bundeswehrkrankenhaus Hamburg | |
| Christian Maria Goebel     | Dr. Baldin                     | Oberfeldarzt            | Arzt am Bundeswehrkrankenhaus Hamburg | wird zum Professor ernannt, und verlässt aufgrund der Lehrstuhltätigkeit das Bundeswehrkrankenhaus                             |
| Erik Schäffler             | Dr. Holger Sistenich           | Oberfeldarzt            | Arzt am Bundeswehrkrankenhaus Hamburg | |
| Sabine Vitua               | Dr. Ulla Dietz                 | Oberfeldarzt            | Ärztin am Bundeswehrkrankenhaus Hamburg | |
| Peter Prager               | Prof. Dr. Köhnke               | Oberstarzt              | Chefarzt am Bundeswehrkrankenhaus Hamburg | |
| Andreas Herder             | Dr. Jonas Denner               | Oberfeldarzt            | Arzt am Bundeswehrkrankenhaus Hamburg | geschieden |
| Thomas Samek               | Dr. Thomas Samek               | Oberfeldarzt            | Notarzt der Fliegerstaffel in Diepholz | |
| Rimbert Spielvogel         | Prof. Dr. Dechant              | –                       | Neurochirurg am Universitätsklinikum Schleswig-Holstein | |
| Roland Boecker             | Prof. Birlenbach               | –                       | Neurochirurg | |
| Manfred Gorr               | Prof. Dr. Bernd Biedenstedt    | –                       | Chefarzt am Universitätsklinikum Hamburg-Eppendorf | Vater von Torsten Biedenstedt                                                                                                  |
| Karl Knaup                 | Bodewig                        | Oberst                  | Kommodore | |
| Andreas Brucker            | Ralph Brandt                   | Oberst                  | Kommodore | Ex-Freund von Dr. Sabine Petersen                                                                                              |
| Pierre René Müller         | Timo Homann                    | Gefreiter/Obergefreiter | | Ehemann von Schwester Cora Vater von Max                                                                                       |
| Natascha Graf Ragna Pitoll | Ute Asmus                      | –                       | | Ehefrau von Thomas Asmus Mutter von Josef Asmus und Nina Asmus                                                                 |
| Tobias Pippig              | Josef „Joschi“ Asmus           | –                       | Schüler | Sohn von Thomas Asmus und Ute Asmus                                                                                            |
| Katharina Tauck            | Nina Asmus                     | –                       | Schülerin | Tochter von Thomas Asmus und Ute Asmus                                                                                         |
| Caroline Kiesewetter       | Madeleine Descartes            | –                       | | Lebensgefährtin von Jan Wollcke später Ehefrau von Jan Wollcke und Stiefmutter von Richie Wollcke Tochter von Ulrike Descartes |
| Vera Lohr                  | Ulrike Descartes               | –                       | | Mutter von Madeleine Descartes Schwiegermutter von Jan Wollcke Stiefoma von Richie Wollcke                                     |
| Julia Grimpe               | Evi Reinders                   | –                       | Hausfrau | Ehefrau von Paul Reinders Tochter von Hinnerk Mutter von Pit Reinders und Pat Reinders                                         |
| Hansjürgen Hürrig          | Hinnerk                        | –                       | Rentner | Vater von Evi Reinders Schwiegervater von Paul Reinders Großvater von Pit Reinders und Pat Reinders                            |
| Yanik Zitzmann             | Pit Reinders                   | –                       | Schüler | Sohn von Paul Reinders und Evi Reinders Enkel von Hinnerk Bruder von Pat Reinders                                              |
| Aileen Surau               | Patricia „Pat“ Reinders        | –                       | Schülerin | Tochter von Paul und Evi Reinders Enkelin von Hinnerk Schwester von Pit Reinders                                               |
| Vijak Bayani               | Astrid Shariatzadeh            | –                       | Marketingmanagerin wirkte bereits in mehreren früheren Episoden in anderen Rollen (Stewardess; Ärztin des Universitätskrankenhauses Eppendorf; Schwangere) mit | Freundin, später Ehefrau von Alexander Karuhn                                                                                  |
| Jülide Girisken            | Jasmin Shariatzadeh            | –                       | Schülerin | Tochter von Astrid, später Stieftochter von Alexander Karuhn                                                                   |
| Viola Wedekind             | Cora                           | –                       | Schwester am Bundeswehrkrankenhaus Hamburg | Ehefrau von Homann Mutter von Max                                                                                              |
| Jan Becker                 | Deffke                         | Oberleutnant            | Adjutant von Ralph Brandt | |
| Nina Juraga                | Tatjana Jovic                  | –                       | | Lebensgefährtin von Jonny von Storkow                                                                                          |
| Roxanne Borski             | Sybille „Bille“ Liebermann     | –                       | Schülerin | Waise (Eltern starben bei Autounfall) lebt vorerst bei Sabine und später bei ihrem Onkel                                       |
| Heinz Simon Keller         | Karsten                        | –                       | | langjähriger Freund und später Ex-Freund von Dr. Sabine Petersen                                                               |
| Adrian Zwicker             | Karl „Charlie“ Petersen        | –                       | | Bruder von Dr. Sabine Petersen                                                                                                 |
| Ursula Heyer               | Annemarie Petersen             | –                       | Inhaberin eines Lebensmittelgeschäfts | Mutter von Dr. Sabine Petersen und Karl „Charlie“ Petersen                                                                     |
| Elvis Grabbe Kristo Ferkic | Richie Wollcke                 | –                       | | Sohn von Jan und Iris Wollcke                                                                                                  |
| Karina Kraushaar           | Iris Wollcke †                 | –                       | Stewardess später Model u. a. im Playboy | Ehefrau und später Ex-Ehefrau von Jan Wollcke starb bei einem Autounfall                                                       |
| Frank Behnke               | Anton Wollcke                  | –                       | Teekaufmann | Bruder von Jan Wollcke |
| Iris Böhm                  | Elke Kehding („Hamburg Radar“) | –                       | Fluglotsin | Freundin und später Ex-Freundin von Alexander Karuhn                                                                           |
| Gerhard Garbers            | „General“ Müller               | Generalmajor            | | Vater von Dr. Ilona Müller |
| Karim Köster               | „Florian Hamburg“              | –                       | Disponent der Leitstelle (Episoden 1–22, Nebenrolle in Episode 27)                                                                                             | |
| Holger Umbreit             | „Florian Hamburg“              | –                       | Disponent der Leitstelle Florian Hamburg (Episoden 54–108) | |
| Andrea Lüdke               | Kerstin †                      | –                       | – | Schwester von Dr. Maren Maibach; stirbt bei einem Autounfall                                                                   |

## DVD
Seit Mai 2010 sind alle 11 Staffeln auf DVD erhältlich. Seit dem 24. August 2012 sind alle 11 Staffeln in einer Limited Collector's Edition (26 DVD + 1 Bonus-DVD) erhältlich.

## Rezeption
Vielfach wurde die Fernsehserie für ihre Authentizität gelobt, die durch die enge Zusammenarbeit mit der Bundeswehr und einem erfahrenen Notarzt entstand.
Michael Reufsteck und Stefan Niggemeier kritisierten in ihrem Werk „Das Fernsehlexikon – Alles über 7000 Sendungen von Ally McBeal bis zur ZDF-Hitparade.“, dass der häufige Wechsel der Darsteller der Serie schaden würde.

„Bei dem permanenten Hin und Her im Personal geht etwas unter, dass es durchaus auch andere Handlungsstränge in der Serie gibt: die üblichen Schicksale zu rettender Gaststars sowie die persönlichen Affären, Intrigen, Eifersüchteleien und Tragödien im Leben der Hauptfiguren.“

## Trivia
- In vielen Episoden wechselt das taktische Kennzeichen der Bell UH-1D zwischen Start und Landung oder die separat vorgehaltene SAR-Tür des Rettungshubschraubers ist beim Start am Rettungszentrum eine andere als bei der Landung am Ereignisort. Die Ursache darin liegt, dass die Szenen an unterschiedlichen Tagen gedreht wurden oder Szenen in verschiedenen Episoden Verwendung fanden.
- Ebenso sind in einigen Kameraeinstellungen andere Dienstgradabzeichen oder Uniformen der fliegerischen Besatzung (Pilot und Bordmechanikermeister) erkennbar als in einer früheren oder späteren Szene. Diese Unterschiede lassen sich damit erklären, dass die UH-1D nicht von den Schauspielern selbst, sondern von Luftwaffenpersonal der Bundeswehr geflogen wurde und man auf diese Details offensichtlich nicht ausreichend Wert gelegt hat. Auch bei Winscheinsätzen tragen Bordtechniker und Rettungsassistent ein anderes Dienstgradabzeichen als in vorherigen oder nachfolgenden Szenen.
- Im Pilotfilm sind am fiktiven Rettungszentrum Teile des Schriftzuges „Scheele-Haus“ zu erkennen. Es handelte sich bei dem Haus um eines der Mannschaftsgebäude rund um den Exerzierplatz der ehemaligen Lettow-Vorbeck-Kaserne in Hamburg-Jenfeld. Der Schriftzug wurde für die weiteren Dreharbeiten abgedeckt.
- Der Landeplatz für viele Rettungseinsätze, bei denen Patienten in ein Krankenhaus transportiert wurden, lag auf dem Exerzierplatz der ehemaligen Estorff-Kaserne, die 1973/74 mit der Lettow-Vorbeck-Kaserne zusammen gelegt worden war.
- Ab Staffel 8 wurde das Logo geändert, das einem drehenden Hubschrauberrotor nachempfunden ist.
- Für viele der Hamburger Krankenhäuser lag keine Drehgenehmigung vor, so wurden andere Krankenhäuser als Kulissen genutzt, und für den fiktiven Einsatz umbenannt. Beispielhaft hierfür ist die Kulisse des Johanniter-Krankenhaus Geesthacht, welches in der Serie unter verschiedensten Bezeichnungen Hamburger Krankenhäuser zu sehen war.
- Oft angeflogene Krankenhäuser waren Asklepios Klinik Altona, Asklepios Klinik St. Georg, Universitätsklinikum Hamburg-Eppendorf, Bundeswehrkrankenhaus Hamburg (wurde in seiner Funktion als Bundeswehrkrankenhaus allerdings selbst nie gezeigt, es wurde ein Haus der Lettow-Vorbeck-Kaserne neben dem Exerzierplatz verwendet), Kinderkrankenhaus Wilhelmstift, Berufsgenossenschaftliches Unfallkrankenhaus Hamburg, Asklepios Klinik Barmbek.
- Bis circa Episode 55 diente das später als Bundeswehrkrankenhaus benannte Gebäude als Kulisse für das Universitätskrankenhaus Hamburg-Eppendorf.
- Das eigentliche Klinikgelände des Bundeswehrkrankenhauses war in mehreren kurzen Sequenzen in der Serie zu sehen, allerdings wurde das Krankenhaus dann nicht Bundeswehrkrankenhaus, sondern AK Altona genannt. Im Pilotfilm wird der Landeplatz des BWKs als Landeplatz des Klinikums Lübeck verwendet.
- In den Episoden „Todesfahrt“, „Zwischen Himmel und Erde“ und „Hitzefrei“ der fünften bzw. sechsten Staffel kommt ausnahmsweise auch ein zweiter SAR-Rettungshubschrauber, ebenfalls eine Bell UH-1D, zum Einsatz.
- In der Episode „Die Angst im Nacken“ ist neben dem SAR-Hubschrauber auch eine Fregatte der Marine, die Rheinland-Pfalz, zu sehen, als der SAR 71 dort landet, um das Schiffslazarett zu benutzen.
- In einigen Episoden steht der gelbe VW der nicht mehr zum Team gehörenden Stabsärztin Dr. Maren Maibach auf dem Parkplatz. Dies ist ein Hinweis auf vermutlich mehrfache Verwendung von Start- und Landeszenen.
- Der SAR 71 gehört zum Lufttransportgeschwader 63, das in Hohn stationiert ist. In den Episoden 1x04, 2x03, 5x03, 9x02 und 10x03 war der Fliegerhorst Hohn zu sehen.
- In einigen Episoden war offenbar kein Hubschrauber der Bundeswehr verfügbar. Stattdessen wurde ein ziviler Hubschrauber vom Typ Bell 205 der Agrarflug Helilift (Kennzeichen D-HAFM) verwendet. Zu erkennen ist dieser an den Pitotrohren auf der Nase des Hubschraubers, den fehlenden Zulassungsnummern (nur ein eisernes Kreuz auf dem Heckausleger) und dem rechts montierten Heckrotor. In manchen Aufnahmen ist ganz schwach das Kennzeichen D-HAFM am Heckausleger zu erkennen. Dieser Hubschrauber wurde bereits bei den Dreharbeiten zum Film Cliffhanger – Nur die Starken überleben verwendet.[7]